# Języki wschodnioczadyjskie
Języki wschodnioczadyjskie – gałąź afroazjatyckiej rodziny języków czadyjskich. Zaliczają się do niej szacunkowo 34 języki, używane głównie w Czadzie. Według klasyfikacji Paula Newmana z 1990 r. języki wschodnioczadyjskie dzielą się na dwie podgałęzie:
- języki wschodnioczadyjskie A
- języki wschodnioczadyjskie B.